# 放物線の求積

放物領域。

『放物線の求積』（ほうぶつせんのきゅうせき、ギリシア語: Τετραγωνισμὸς παραβολῆς）は、アルキメデスによって、紀元前3世紀にアレクサンドリアの知人ドシテオスに宛てて執筆された、幾何学に関する著書である。放物線に関する24の命題を含み、放物領域（放物線と直線で囲まれた領域）の面積が内接する三角形の 4/3 になることの2通りの証明を導いている。
アルキメデスの著作の中ではもっとも著名なものの1つであり、特に取り尽くし法の独創的な利用と、第2章での等比級数によって知られている。アルキメデスは求める面積を、面積比が等比級数を成すような無限個の三角形に分割している。彼はそれから得られた等比級数の総和を計算し、その値が放物領域の面積だと証明している。これは古代ギリシア数学における背理法の最も巧みな用法であり、彼の解法は17世紀に積分法の発展によってカヴァリエリの求積公式に取って代わられるまで比類なきものとなった。

## 主定理
放物領域（英語: parabolic segment）とは、放物線および直線に囲まれた領域である。放物領域の面積を求めるために、アルキメデスは特定の内接三角形を考えた。この三角形の底辺は放物線の弦であり、3つめの頂点は放物線との接線が弦と水平になるような点に位置する。著作の命題1は3つめの頂点から軸と水平に引かれた直線は領域だと主張している。主定理は放物領域の面積はこの三角形の 4/3 に等しいと主張している。

## テキストの構成

放物領域の面積に関するアルキメデスの第1の証明。

アルキメデスの時代、放物線などの円錐曲線は1世紀ほど前のメナイクモスのためによく知られていた。しかしながら、微分積分学の発見以前、円錐曲線の面積を求める容易な手法は存在しなかった。放物線と弦に囲まれた領域に着目することで、アルキメデスはこの問題に対する最初の証明付き解法を導いた。
アルキメデスは主定理に対して2通りの証明を与えている。1つは力学理論を用いるもので、もう1つは純粋な幾何学によるものである。最初の証明において、アルキメデスは重力下で平衡状態にあるてこ（重りのある放物線の領域と三角形が、支点から一定距離にあるようなもの）を考えている。三角形の重心が既知のとき、てこの平衡は底辺と高さを共有する三角形の面積を基にした放物線の面積を導く。ここで、アルキメデスは『平面の釣合について』での手法から離れ、重心を天秤のそれより低い位置に置いている。2つめの、より有名な証明は純粋な幾何学と、等比数列の和を一部利用している。
24の命題のうち、最初の3つはエウクレイデスの『円錐曲線論』（円錐曲線に関するエウクレイデスの散逸した著作）から証明なしで引用されている。命題4および5は放物線の基本的性質を打ち立てている。命題6-17は主定理の力学的証明を与えている。命題18-24は幾何学的証明である。

## 幾何学的証明

アルキメデスの第2の証明では、面積を任意の個数の三角形に分割する。

### 放物領域の分割
証明の中心となる考えは、右図に示されているように放物領域を無限個の三角形に分割するというものである。これらの三角形はそれぞれ、青色の三角形が大領域に内接しているのと同じようにしてそれぞれ固有の放物領域に内接している。

### 三角形の面積
命題18-21にかけて、アルキメデスは緑色の三角形の面積が青色の三角形の 1/8であり、それゆえそれぞれの和が青色の三角形の 1/4 になることを示している。現代的な観点からいえば、これは緑色の三角形の幅と高さがそれぞれ青色の三角形の 1/2 および 1/4 であることによる。
同様の議論により、4つの黄色の三角形それぞれが緑色の 1/8 すなわち青色の 1/64 の面積をもち、その和は青色の 4/64 = 1/16 となる。23 = 8 個の赤色の三角形それぞれが黄色の 1/8 の面積を持ち、合計で青色の 23/83 = 1/64 の面積となる。取り尽くし法を用いて、放物領域の面積（Area）は
{\displaystyle {\text{Area}}\;=\;T\,+\,{\frac {1}{4}}T\,+\,{\frac {1}{4^{2}}}T\,+\,{\frac {1}{4^{3}}}T\,+\,\cdots }
で求まる。ここで T は大きい青色の三角形の面積を表し、第2項は緑色の面積の総和、第3項は黄色の面積の総和と続く。これを簡素にまとめて
{\displaystyle {\text{Area}}\;=\;\left(1\,+\,{\frac {1}{4}}\,+\,{\frac {1}{16}}\,+\,{\frac {1}{64}}\,+\,\cdots \right)T}
となる。

### 級数の和
証明を完成させるために、アルキメデスは
{\displaystyle 1\,+\,{\frac {1}{4}}\,+\,{\frac {1}{16}}\,+\,{\frac {1}{64}}\,+\,\cdots \;=\;{\frac {4}{3}}}

アルキメデスによる 1/4 + 1/16 + 1/64 + ⋯ = 1/3 の証明

だと示している。上記の公式は等比級数、すなわちそれぞれの項は前項の四分の一となっている。現代的に言えば、この公式は等比級数の和の公式の特殊例である。
アルキメデスは、上記の画像に描かれたような完全な幾何的手法を用いて和を評価している。この画像は単位正方形が無限個のより小さな正方形によって分割されている様を示している。それぞれの紫色の正方形の面積は一回り大きなものの四分の一となっており、その総和は
{\displaystyle {\frac {1}{4}}\,+\,{\frac {1}{16}}\,+\,{\frac {1}{64}}\,+\,\cdots }
である。ここで、紫色の正方形は隣接する2つの黄色の正方形と合同であるから、単位正方形の面積の 1/3 を占めていることになる。したがって上記の級数の和は（1 + 1/3 = 4/3 より) 4/3となる。